# Нью-Йорк (Украина)
Нью-Йорк (в 1951—2021 годах — Новгородское) — посёлок в Торецкой городской общине Бахмутского района Донецкой области Украины.
С 2022 года подвергался обстрелам со стороны ВС РФ и войск подконтрольной России ДНР.
С июня 2024 года за посёлок шли бои между Вооружёнными силами России и Украины на фоне российско-украинской войны в ходе наступления российских войск в Донецкой области. Город был оккупирован ВС РФ 20 августа 2024 года, но бои продолжались до конца сентября, когда частично разрушенный в ходе боёв посёлок был полностью захвачен российской армией.

## История
Село Нью-Йорк впервые документально упоминается в статистических сведениях, собранных в ходе переписи, проведённой в России в конце 1850-х годов, как место в Бахмутском уезде Екатеринославской губернии, в котором имелось 13 дворов, 85 душ обоего пола и 1 завод. О происхождении топонима достоверных сведений нет; по одной из версий, название могло быть изначально немецкоязычным (Neu Jork) и ссылаться на город Йорк в Нижней Саксонии.
В 1941 году немецкие меннониты, переселившиеся сюда с острова Хортица в 1892 году, были депортированы в Амурскую область, где организовали одноимённое поселение.
Посёлок назывался Нью-Йорк до октября 1951 года, когда был переименован в посёлок городского типа Новгородское.
В посёлке расположен Дзержинский фенольный завод; раньше был также Новгородский машиностроительный завод имени Г. И. Петровского (прекратил существование, цеха и другие здания распроданы; в одних организованы различные производства, другие законсервированы; три цеха разобраны на стройматериалы).
В посёлке находится железнодорожная станция «Фенольная».
1 июля 2021 года Верховная рада переименовала пгт Новгородское в пгт Нью-Йорк, тем самым возвратив историческое название.
3 июля 2024 года начались бои за посёлок между ВСУ и ВС РФ в результате российского наступления на Торецк. Нью-Йорк находится к югу от города на ЖД линии к Константиновке.
20 августа 2024 года российские военкоры утверждали, что населённый пункт полностью захвачен ВС РФ. Некоторые украинские военные подтвердили захват. OSINT-проект Deep State сообщал о сильных боях.
После боев посёлок включили в состав городского округа Горловки ,после чего теперь называется Новгородским.

## Население
| Год  | Количество жителей |
| ---- | ------------------ |
| 1859 | 3368               |
| 1885 | 4037               |
| 1897 | 4586               |
| 1908 | 7250               |
| 1939 | 13 051             |
| 1959 | 12 913             |
| 1970 | 13 223             |
| 1979 | 13 064             |
| 1987 | 13 400             |
| 1989 | 13 195             |
| 1992 | 13 200             |
| 1998 | 12 100             |
| 2001 | 11 927             |
| 2009 | 11 040             |
| 2010 | 11 019             |
| 2011 | 10 948             |
| 2012 | 10 892             |
| 2013 | 10 850             |
| 2014 | 10 788             |
| 2022 | 9735               |
| 2024 | 11 438             |

## География

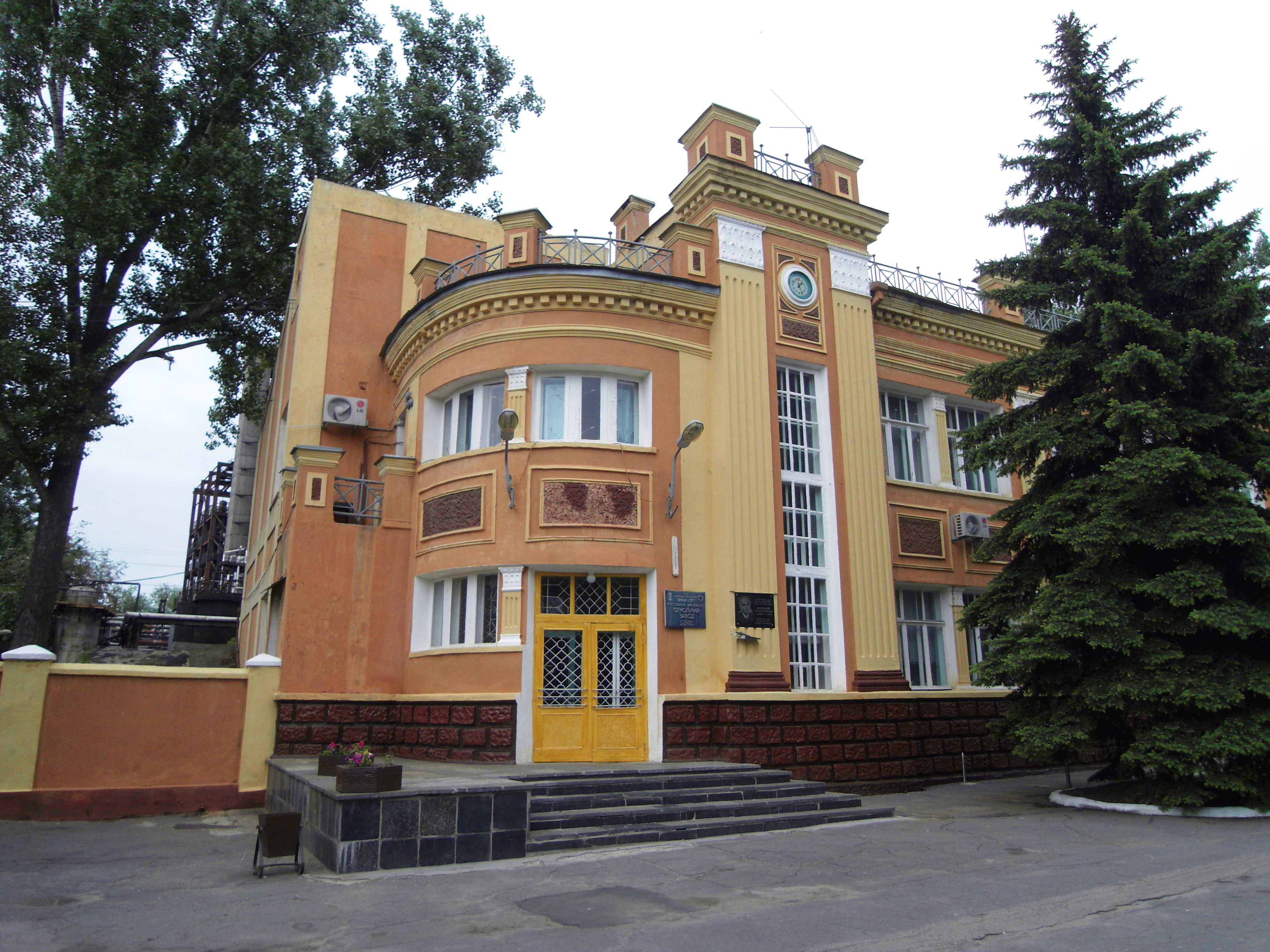
КХП «Фенольный завод»

На территории посёлка расположена железнодорожная станция Фенольная, на линии «Константиновка—Ясиноватая».

## Достопримечательности
- Памятник В.И. Ленину
- Парк фенольного завода
- Немецкое кладбище
- Смотровая[прояснить]
- Памятник воинам Великой Отечественной войны
- Историко-культурный центр «Украинский Нью-Йорк»[17]

## Объекты социальной сферы
- Клуб фенольного завода
- Спортивный комплекс «Авангард»
- Спортивный комплекс ОАО «Новгородский машиностроительный завод»